# 2004 год в истории железнодорожного транспорта
2004 год в истории железнодорожного транспорта

## События

### В России
- В рамках проекта «Международный транспортный коридор „Север-Юг“» РЖД довело ветку Приволжской железной дороги до международного порта Оля на Каспийском море.
- Окончена реконструкция Ярославского направления МЖД на участке от Ярославского вокзала до станции Мытищи.
- 11 января — инцидент с поездом № 1908, в ходе которого, из-за психического расстройства машиниста, тяжёлый грузовой поезд весом 5175 тонн проехал ряд станций, несмотря на запрещающие показания светофоров. Остановили его лишь путём отключения электроэнергии.
- Февраль — От Ярославского вокзала до города Мытищи запущен ускоренный электропоезд «Спутник».

### В мире
- 18 февраля — произошло крушение под Нишапуром (Нишапур) в Иране. Поезд из 51 вагона перевозивший груз бензина, удобрений и серы, взорвался, в результате чего погибли 320 человек.
- 22 апреля — в Северной Корее в провинции Пхенан-Пукто на железнодорожной станции Йончхон произошёл взрыв грузового поезда. Погибли не менее 160 человек, в том числе 76 детей, скончались позже в больнице не менее 15 человек, получили травмы не менее 1249 человек, разрушены полностью 1850 домов и строений, частично — 6350, в воздухе оказалось распылено неопределённое количество аммиачной селитры[1].
- 16 июня в Индии в штате Махараштра в районе города Райгад упали с моста в реку 11 вагонов следовавшего по маршруту Мумбаи—Мангалор поезда «Матсьягандха Экспресс». Причина — неблагоприятные погодные условия. Погибли 20 человек, травмы получили более 100 человек[1].
- 14 декабря в Индии в штате Пенджаб в районе Хошиярпур произошло столкновение двух пассажирских поездов. Погибли не менее 50 человек, травмы получили не менее 250 человек[1].
- 26 декабря — Крушение в Пералии (Шри-Ланка): образовавшиеся в результате землетрясения в Индийском океане гигантские волны дошли до юго-западного побережья Шри-Ланки где уничтожили находящийся близ побережья переполненный пассажирский поезд. Погибли около 1700 человек — крупнейшая железнодорожная катастрофа в истории.
- Основана Приднестровская железная дорога.

## Новый подвижной состав
- НЭВЗ выпустил первые электровозы 2ЭС5К.
- На линии Кюсю-синкансэн сети японских высокоскоростных дорог Синкансэн начата эксплуатация электропоездов Shinkansen 800.
- 12 марта — выпущен первый электровоз серии KZ4A

## Персоны

### Скончались
- 27 декабря — Георгий Кирпа, министр транспорта и связи Украины, Почётный железнодорожник Украины, самоубийство.